# Бирюков, Михаил Юрьевич
Михаи́л Ю́рьевич Бирюко́в (род. 7 мая 1958, Орехово-Зуево, Московская область) — вратарь ленинградского «Зенита» в 1980-х годах. Мастер спорта СССР. Заслуженный тренер России (2008).

## Биография
Воспитанник орехово-зуевской команды «Знамя труда». Также выступал во второй лиге за «Амур» (Благовещенск).
В 1980—1991 годах играл за ленинградский «Зенит». В основном составе команды провёл 383 официальных матча, в 123 из которых он оставил ворота «сухими».
Одним из своих учителей считает голкипера Александра Ткаченко:

Я многому учился у Ткаченко: как руководить защитой на поле, как строить взаимоотношения в коллективе, как отходить от обидных поражений. У нас сложились хорошие отношения, несмотря на разницу в возрасте— .
За сборную СССР сыграл два матча (со сборной Мексики 19 августа 1984 года вышел на замену на 84-й минуте и 25 января 1985 года со сборной Югославии отыграл весь матч, пропустив один гол с пенальти и один с игры).
В 1991 году пробовал начать карьеру в мини-футболе в составе московского клуба «Дина», в её составе стал чемпионом Москвы 1991 года и принял участие в розыгрыше Кубка СССР, всего за «Дину» сыграл 13 матчей пропустил 24 мяча.
После его окончания принял приглашение финского клуба МюПа-47 и вернулся в футбол.
В 1992—1993 годах играл в Финляндии за клуб высшей лиги МюПа-47. Помог команде взять Кубок Финляндии в 1992 году и стать серебряным призёром чемпионата Финляндии в 1993 году. Руководство клуба было готово и дальше сотрудничать с игроком, но отказалось повышать ему зарплату, после чего Бирюков вернулся в Санкт-Петербург.
Играл за эстонские «Тевалтэ» и «Лантана-Марлекор».
Игровую карьеру закончил в 42 года, приняв приглашение от волгоградского «Ротора» стать тренером вратарей, но уже через полгода был приглашён в Санкт-Петербург Ю. А. Морозовым, только что возглавившим «Зенит». В течение двух лет Бирюков являлся главным помощником Морозова, с 5 июля по 26 августа 2002 года исполнял обязанности главного тренера команды. В феврале 2003 года возглавил вместе с Морозовым команду «Петротрест». С 2006 года — тренер вратарей в «Зените».
Единственный из зенитовцев, причастный ко всем одиннадцати чемпионствам команды — как игрок в 1984 году и как тренер вратарей в 2007, 2010, 2012, 2015, 2019—2024 годах.

## Достижения

### Командные
«Зенит»
- Чемпион СССР: 1984
- Финалист  Кубка СССР: 1984
- Обладатель Кубка сезона: 1985
- Бронзовый призёр чемпионата СССР: 1980

«МюПа-47»
- Обладатель Кубка Финляндии: 1992
- Серебряный призёр чемпионат Финляндии: 1993

### Личные
- Обладатель приза «Вратарь года»: 1984.
- Член Клуба Легенд «Зенита» (383 матча за клуб)[9].
- Член Клуба Леонида Иванова (123 сухих матча за «Зенит» и 1 за сборную СССР)[10].
- Лучший вратарь чемпионата Финляндии (1992, 1993).
- Лучший легионер чемпионата Финляндии (1992, 1993)[11].

### В качестве старшего тренера / тренера вратарей
«Зенит»
- Чемпион России (10): 2007, 2010, 2011/12, 2014/15, 2018/19, 2018/19, 2019/20, 2020/21, 2021/22, 2022/23, 2023/24
- Обладатель Кубка России (4): 2009/10, 2015/16, 2019/20, 2023/24
- Обладатель Суперкубка России (8): 2008, 2011, 2015, 2016, 2020, 2021, 2022, 2023
- Обладатель Кубка УЕФА: 2007/08
- Обладатель Суперкубка УЕФА: 2008
- Серебряный призёр чемпионата России (2): 2012/13, 2013/14
- Бронзовый призёр чемпионата России (4): 2001, 2009, 2015/16, 2016/17
- Финалист Кубка России: 2001/02
- Финалист Кубка Интертото: 2000